# Войцехівська Аліна Мартинівна
Аліна Мартинівна Войцехі́вська (нар. 1869, Вознесенка — пом. 1949, Київ) — українська театральна актриса. Дружина актора Василя Розсудова-Кулябка.

## Біографія
Народилася 1869 року в селі Вознесенці (тепер Новотроїцький район Херсонської області, Україна). Працювала в трупах:
- 1890, 1897—1899 — Марка Кропивницького;
- 1891—1893, 1895—1896, 1906—1908 — Панаса Саксаганського;
- 1894, 1903 — Миколи Садовського;
- 1898 — Георгія Деркача;
- 1900 — Олесія Суходольського;
- 1904 — Панаса Саксаганського і Миколи Садовського;
- 1909—1917 — Івана Мар'яненка.

У 1918—1920 роках була режисером аматорських гуртків, з 1922 року разом з Панасом Саксаганським виступала в робітничих клубах Києва.
Авторка спогадів про роботу з корифеями українського театру (не опубліковані; зберігаються в Державному музеї театрального, музичного та кіно-мистецтва України).
Померла в Києві 1949 року. Похована на Лук'янівському кладовищі (ділянка № 11).

## Творчість
Виконувала переважно ролі ліричних героїнь. Серед ролей:
- Олена, Ярина («Глитай, або ж Павук», «Невольник» Марка Кропивницького);
- Харитина («Наймичка» Івана Карпенка-Карого);
- Наталя («Лимерівна» Панаса Мирного);
- Галя («Назар Стодоля» Тараса Шевченка).